# Nemici. Una storia d'amore
Nemici. Una storia d'amore (titolo originale Sonim, di Geshichte fun a Liebe) è un romanzo di Isaac Bashevis Singer pubblicato a puntate su "The Jewish Daily Forward" nel 1966. Scritto in lingua yiddish, fu tradotto in inglese da Aliza Shevrin ed Elizabeth Shub, quindi pubblicato in volume da Farrar, Straus and Giroux nel 1972 col titolo Enemies, a Love Story.
Dal romanzo fu tratto un film omonimo nel 1989, diretto da Paul Mazursky.

## Trama
Ambientato a New York nel 1949, il romanzo racconta la storia di Herman Broder, un ebreo polacco sopravvissuto allo sterminio nei campi nazisti durante la Seconda Guerra Mondiale ma avendo perduto la moglie e i due piccoli figli; egli è rimasto nascosto in un fienile protetto da Yadwiga, una contadina polacca, generosa e appassionata, ma incolta e ignorante, che lo ama appassionatamente. Finita la guerra, Herman si trasferisce negli USA con la sua protettrice, diventata negli Stati Uniti sua moglie. Qui, dove i profughi sono ancora ossessionati dai ricordi, l'uomo inizia una vita complicata e ossessiva: la moglie vive come una reclusa, e lui ha una relazione amorosa con un'altra giovane donna, anche lei sopravvissuta ai massacri tedeschi, Masha, a sua volta sposata ma separata. Con la moglie egli finge di essere un commesso viaggiatore che vende libri, mentre in realtà lavora come scrittore ombra per un rabbino egoista e corrotto. A un certo punto appare una terza donna, Tamara: è la prima moglie creduta uccisa durante l'Olocausto. Herman è disperato. Si scopre che anche con lei non era stato fedele e che l'indecisione ha sempre fatto parte del suo carattere. Nemici in sé e di sé, incapaci di ricomporsi nella serenità, fantasmi in cui il terrore ha spento la capacità di sentimenti profondi e autentici, i personaggi di questa storia di amori soccombono, a uno a uno, all'insostenibile peso dei ricordi di un passato sempre presente, mai trapassato.

## Edizioni italiane
- Nemici. Una storia d'amore, traduzione di Bruno Oddera (dall'inglese), Collana La Gaja scienza n. 76 (n.307 e n.349), Milano, Longanesi, 1972, ISBN 88-304-0942-1. - Introduzione di Giorgio Voghera, Collana Oscar n.1691, Milano, Mondadori, 1983; Collana TEAdue n. 397, Milano, TEA, 1996 ISBN 88-7819-951-6; Collana Scrittori di tutto il mondo, Milano, Corbaccio, 2001, ISBN 88-7972-452-5.
- Nemici. Una storia d'amore, traduzione di Marina Morpurgo (dall'inglese), Collana Biblioteca n.689, Milano, Adelphi, 2018, ISBN 978-88-459-3307-3.